# Meoneura nigrifrons
Meoneura nigrifrons is een vliegensoort uit de familie van de Carnidae. De wetenschappelijke naam van de soort is voor het eerst geldig gepubliceerd in 1915 door Malloch.